# Pheosia tephroxantha
Pheosia tephroxantha är en fjärilsart som beskrevs av Rudolf Püngeler 1900. Pheosia tephroxantha ingår i släktet Pheosia och familjen tandspinnare. Inga underarter finns listade i Catalogue of Life.